# Ociminae
Ociminae J.A.Schmidt, 1858 è una sottotribù di piante spermatofite dicotiledoni appartenenti alla famiglia delle Lamiaceae (ordine delle Lamiales).

## Etimologia
Il nome della sottotribù deriva dal suo genere tipo Ocimum L.  la cui etimologia deriva a sua volta dalla parola greca "okimon" (= profumo, olezzo) anticamente usata da Teofrasto (371 a.C. – Atene, 287 a.C.), filosofo e botanico greco antico discepolo di Aristotele autore di due ampi trattati botanici, ma anche da Dioscoride (Anazarbe, 40 circa – 90 circa) medico, botanico e farmacista greco antico che esercitò a Roma ai tempi dell'imperatore Nerone, per alcune erbe aromatiche.
Il nome scientifico della sottotribù è stato definito dal botanico tedesco Johan Anton Schmidt  (1823 in Hamburg - 1905 in Elberfeld) nella pubblicazione "Flora Brasiliensis 8(1): 67, 69." del 1858.

## Descrizione

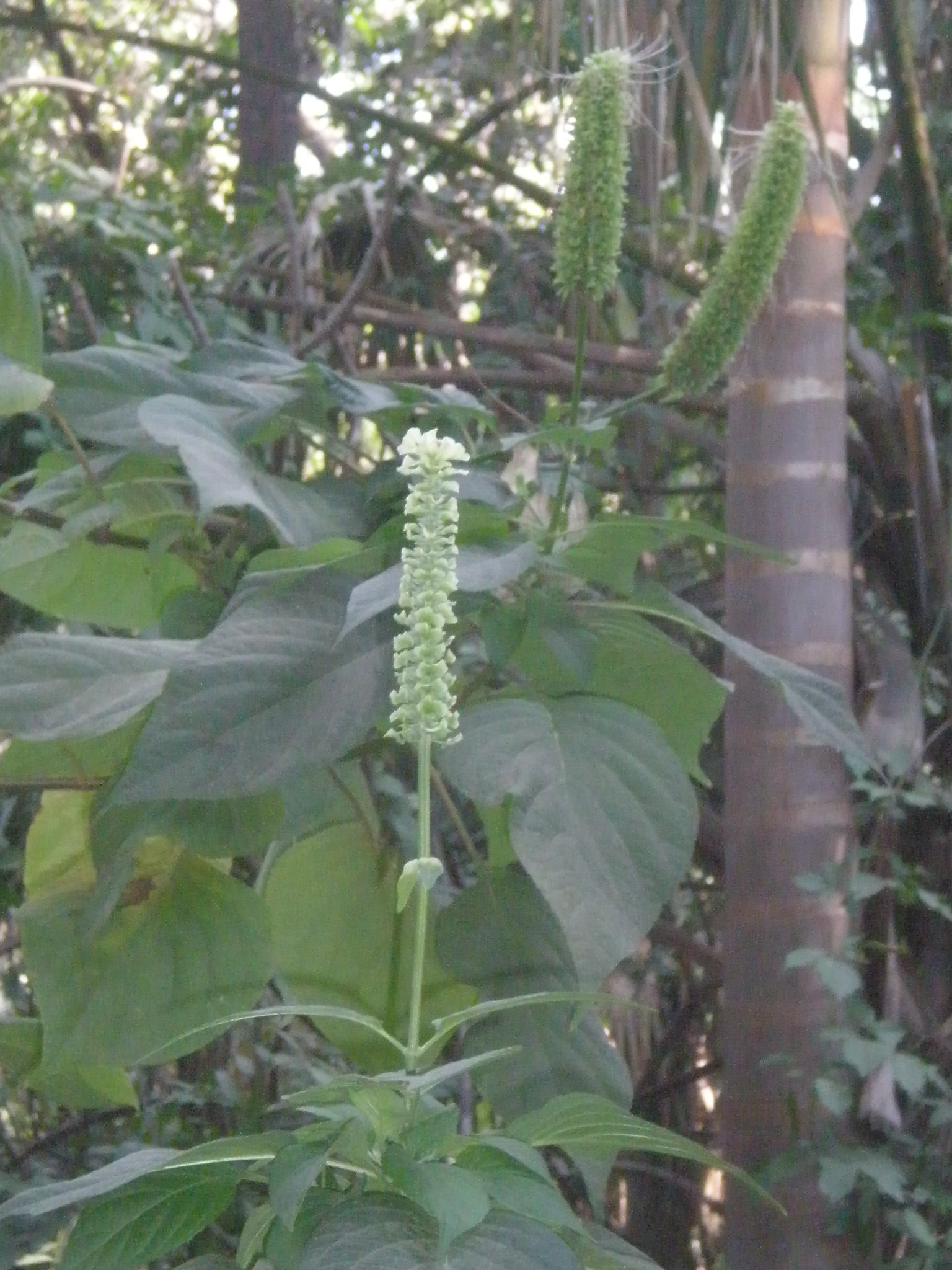
Il portamento
Catoferia chiapensis

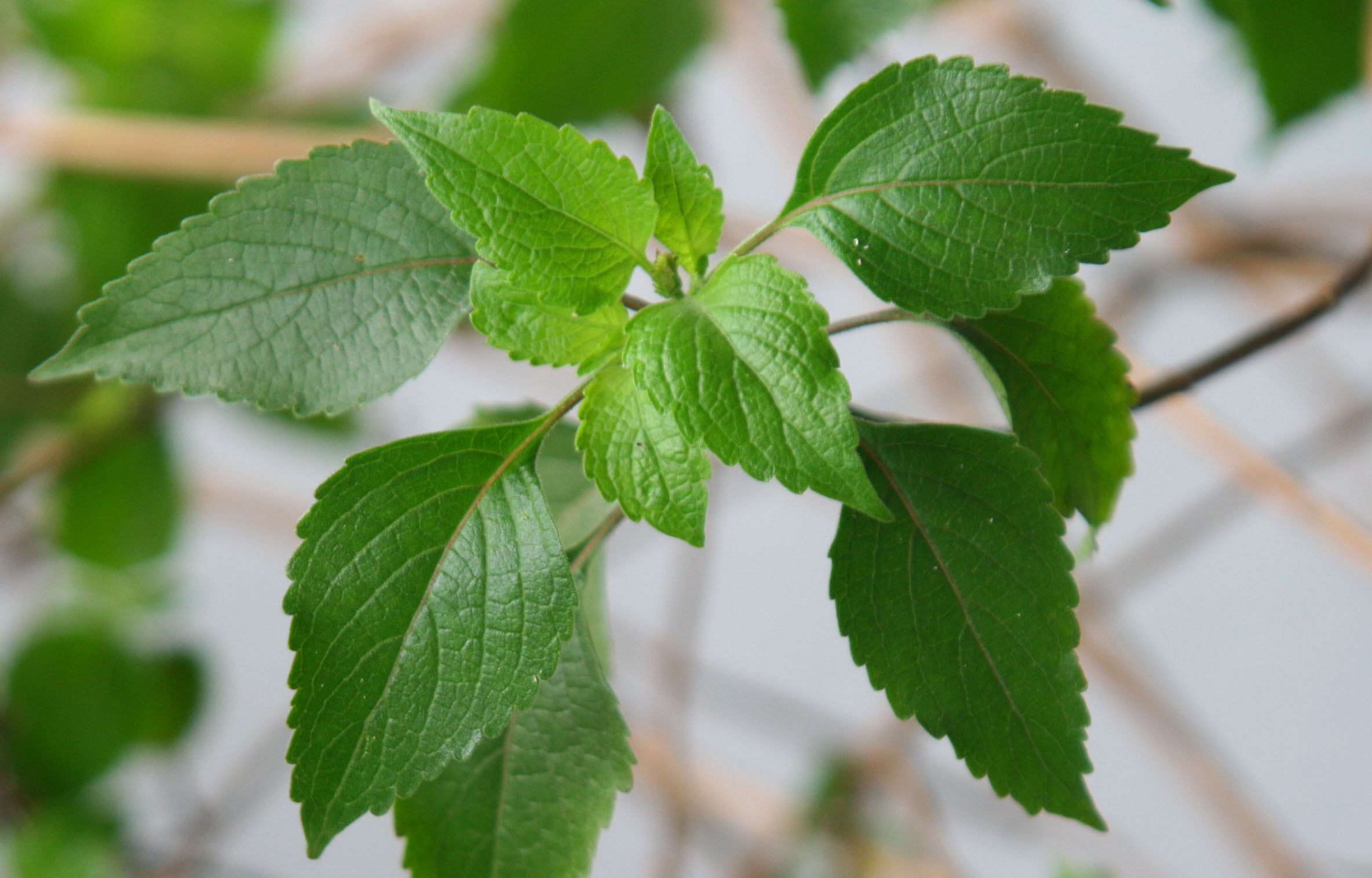
Le foglie
Ocimum americanum

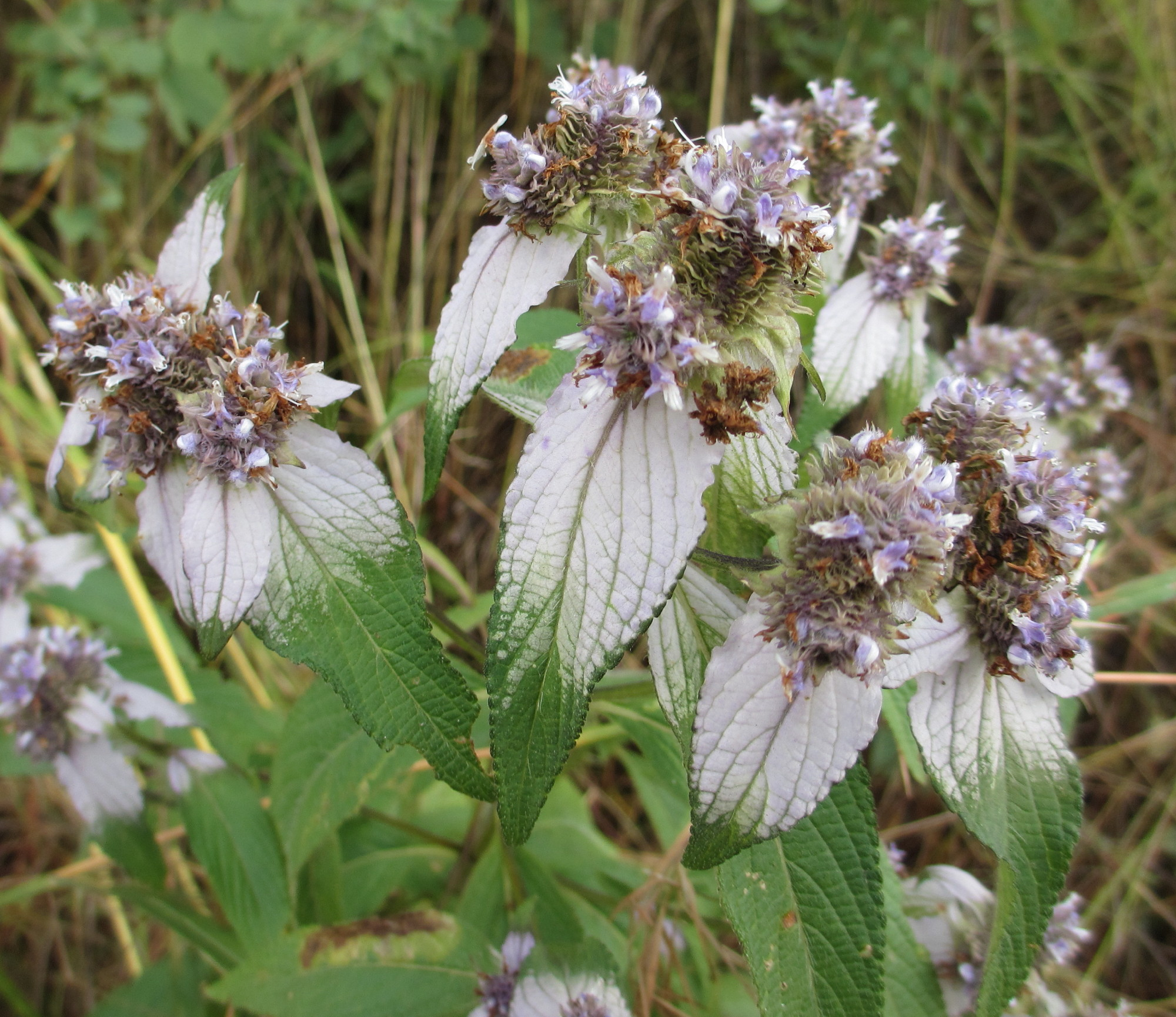
Infiorescenza
Haumaniastrum villosum

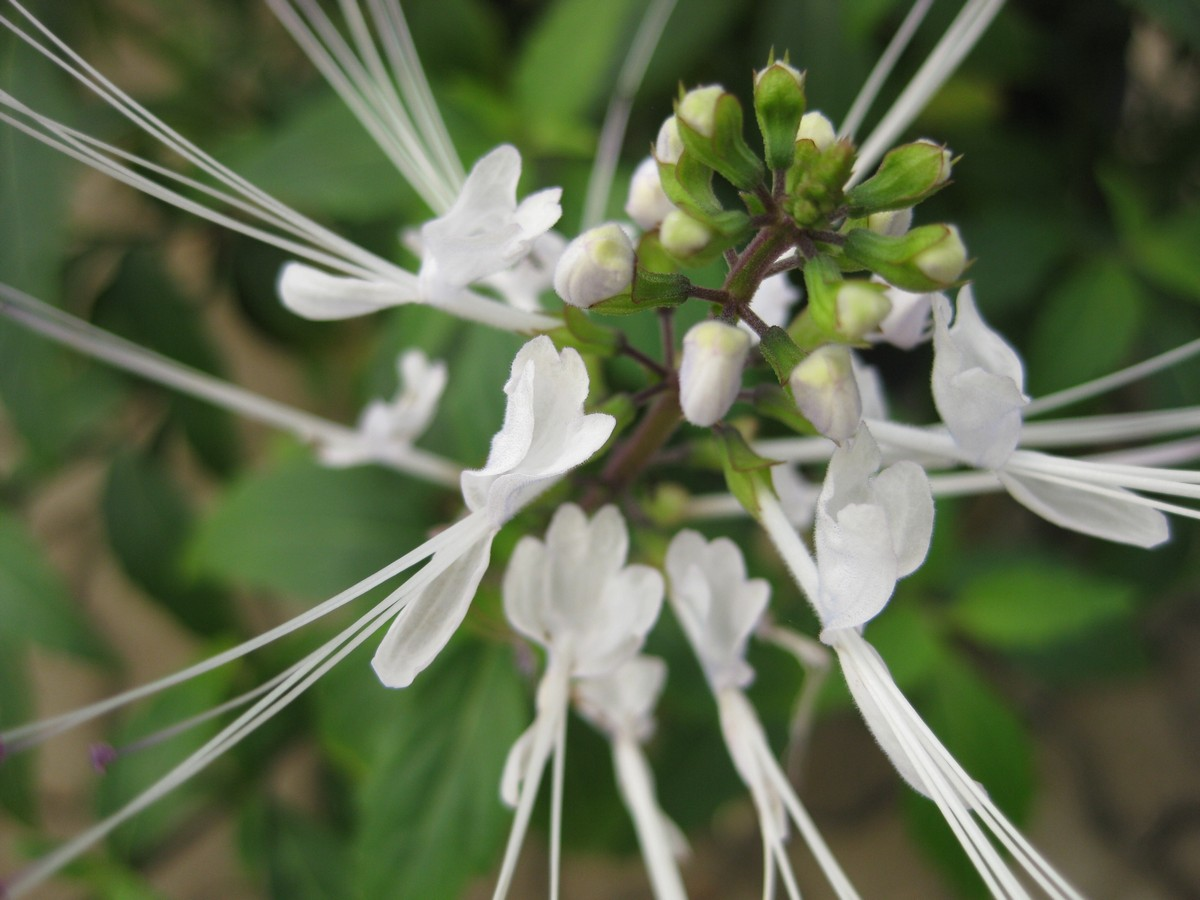
I fiori
Orthosiphon aristatus

- Le specie di questa sottotribù hanno un portamento erbaceo (anche legnoso alla base) con cicli biologici annuali o perenni, oppure arbustivo. Alcune specie sono aromatiche, altre sono di tipo "geoxyle" (con una ampia struttura legnosa [= fusto] sotterranea). I fusti in genere sono ricoperti da peli semplici o ramificati.[1][6][7][8]
- Le foglie lungo il fusto sono disposte in modo opposto e ogni verticillo è alternato rispetto al precedente; sono inoltre prive di stipole. La lamina è semplice, picciolata con forme ovate, oppure a volte è ternata o con quattro foglioline.
- Le infiorescenze sono delle cime sessili di tipo tirsoide, portate in vari verticilli ascellari sovrapposti lungo il fusto. Ogni verticillo è composto da alcuni fiori (generalmente da 1 a 3, ma anche di più - fino a 10) poggianti su alcune brattee di tipo fogliaceo persistenti e alcune volte colorate brillantemente all'apice. Non sono presenti le bratteole.
- I fiori sono ermafroditi, zigomorfi, tetrameri (4-ciclici), ossia con quattro verticilli (calice – corolla - androceo – gineceo) e pentameri (5-meri: la corolla e il calice sono a 5 parti).

- Formula fiorale. Per la famiglia di queste piante viene indicata la seguente formula fiorale:

X, K (5), [C (2+3), A 2+2] G (2), (supero), drupa, 4 nucule
- Calice: il calice è gamosepalo e zigomorfo, con base tubulosa, campanulata o a imbuto diritto (in qualche caso anche a forma sferica) e terminante in modo bilabiato con 5 lobi con struttura 1/4 (il labbro posteriore ha un lobo, mentre quello anteriore ha 4 lobi) oppure 3/2, se i lobi sono 4 la struttura è 1/3 o 2/2 o 3/1, se i lobi sono 3 o 2 si hanno allora strutture tipo 1/2, 2/1 o anche 1/1 (in alcune specie i lobi arrivano fino a 8 con struttura 3/5). Talvolta i lobi sono distribuiti in modo uguale per cui il calice risulta più o meno attinomorfo. I lobi posteriori possono essere arrotondati a forma deltoide con denti laterali; quelli anteriori hanno forme da deltoidi a subulate. Spesso la gola è densamente pelosa. Alla fruttificazione il calice può presentarsi declinato.

- Corolla: la corolla gamopetala è fortemente zigomorfa a 2 labbra (raramente non è così). Ha la forma di un tubo da cilindrico a forma d'imbuto terminante con 5 lobi con struttura 4/1 (3/1 se i lobi sono 4). La parte tubulosa può essere diritta o incurvata alla base e nella parte mediana può avere una gibbosità dorsale e spesso è dilatata verso la gola. Il labbro posteriore generalmente è ascendente con 4 lobi uguali o quelli mediani più grandi di quelli laterali; i margini possono essere interi o fimbriati. Il labbro anteriore con portamento più o meno orizzontale (o anche deflesso) ha delle forme da piatte a concave. Il colore della corolla è bianco, rosa, porpora o blu.

- Androceo: l'androceo possiede quattro stami declinati didinami. I filamenti sono adnati alla corolla: il paio anteriore è adnato vicino alla gola della corolla e raramente può essere sterile; quello posteriore vicino alla base della corolla o un punto intermedio. Talvolta sono proiettati orizzontalmente, normalmente sporgono dalla corolla anche esageratamente, altrimenti sono inclusi nel tubo della corolla. Le antere hanno due teche. I granuli pollinici sono del tipo tricolpato o esacolpato. Il disco nettario normalmente è un disco a 4 lobi con quelli anteriori più grandi, alternati alle nucule del frutto, ed è ricco di sostanze zuccherine.

- Gineceo: l'ovario è supero formato da due carpelli saldati (ovario bicarpellare) ed è 4-loculare per la presenza di falsi setti divisori all'interno dei due carpelli. L'ovario è glabro. La placentazione è assile. Gli ovuli sono 4 (uno per ogni presunto loculo), hanno un tegumento e sono tenuinucellati (con la nocella, stadio primordiale dell'ovulo, ridotta a poche cellule). Lo stilo talvolta è inserito sopra l'ovario con base ingrossata (stilopodio). Lo stigma è da bilobo a clavato con lobi subulati più o meno uguali.

- Il frutto è uno schizocarpo composto da 4 nucule. La forma delle nucule è da sferica a ellissoide oppure da obovoide a oblunga-cilindrica. La superficie delle nucule è ricoperta da piccole areole, è liscia con venature dorsali prominenti. Raramente nella parte apicale è pubescente e in genere è mucillaginosa.

## Riproduzione
- Impollinazione: l'impollinazione avviene tramite insetti tipo ditteri e imenotteri (impollinazione entomogama).[8][10]
- Riproduzione: la fecondazione avviene fondamentalmente tramite l'impollinazione dei fiori (vedi sopra).
- Dispersione: i semi cadendo a terra (dopo essere stati trasportati per alcuni metri dal vento – disseminazione anemocora) sono successivamente dispersi soprattutto da insetti tipo formiche (disseminazione mirmecoria).[11]  I semi hanno una appendice oleosa (elaisomi, sostanze ricche di grassi, proteine e zuccheri) che attrae le formiche durante i loro spostamenti alla ricerca di cibo.[12]

## Distribuzione e habitat
La distribuzione prevalente delle specie di questa sottotribù è africana con habitat per lo più tropicali.

## Tassonomia
La famiglia di appartenenza della sottotribù (Lamiaceae), molto numerosa con circa 250 generi e quasi 7000 specie, ha il principale centro di differenziazione nel bacino del Mediterraneo e sono piante per lo più xerofile (in Brasile sono presenti anche specie arboree). Per la presenza di sostanze aromatiche, molte specie di questa famiglia sono usate in cucina come condimento, in profumeria, liquoreria e farmacia. La famiglia è suddivisa in 7 sottofamiglie; la sottotribù Ociminae appartiene alla sottofamiglia Nepetoideae (Dumort.) Leurss. ed è descritta all'interno della tribù Ocimeae Dumort..

### Filogenesi

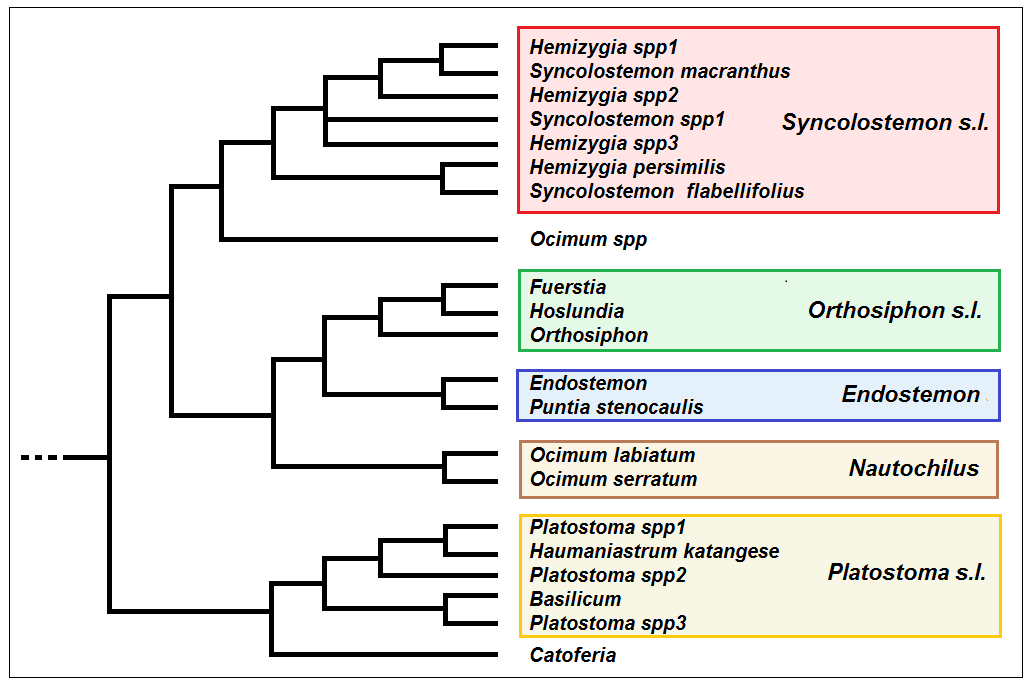
Cladogramma della sottotribù

Anche se la tribù Ocimeae (all'interno della quale è descritta la sottotribù di questa voce) è monofiletica, molte relazioni nel suo interno non sono del tutto risolte specialmente tra le sottotribù Hyptidinae, Plectranthinae e la sottotribù Ociminae. Anche all'interno di Ociminae alcune suddivisioni tradizionali dovrebbero essere riconsiderate. I generi Syncolostemon e Hemizygia rappresentano un gruppo monofiletico solamente se sono considerati insieme. Il genere Ocimum è parafiletico; perché diventi monofiletico si dovrebbe riconsiderare il genere Nautochilus attualmente descritto all'interno di Ocimum. Orthosiphon diventerebbe monofiletico con l'inclusione dei due piccoli generi Fuerstia e Hoslundia. Anche il genere Platostoma non è monofiletico e dagli ultimi studi forma un clade con i generi Haumaniastrum e Basilicum. La sottotribù attualmente risulta divisa in due grandi cladi: il primo con il genere Catoferia in posizione di "gruppo fratello" del clade Platostoma s.l., questo clade a sua volta è "gruppo fratello" del resto della sottotribù.
Il cladogramma tratto dallo studio citato e semplificato mostra l'attuale conoscenza della struttura filogenetica della sottotribù Ociminae.

### Composizione della sottotribù
La sottotribù come è descritta attualmente è formata da 13 generi e circa 250-300specie:
| Genere                                    | Numero specie                               | Numero Cromosomico           | Distribuzione                                                                       | Habitat tipico                                                                         |
| ----------------------------------------- | ------------------------------------------- | ---------------------------- | ----------------------------------------------------------------------------------- | -------------------------------------------------------------------------------------- |
| Basilicum Moench, 1802                    | Circa 7                                     | 2n = 28 e 30                 | Dal Vecchio Mondo all'Australia                                                     | Aree umide e allagate stagionalmente                                                   |
| Benguellia G. Taylor, 1931                | Una specie: Benguellia lanceolata G. Taylor |                              | Angola                                                                              | Paludi e acquitrini                                                                    |
| Catoferia (Benth.) Benth., 1876           | 4                                           | 2n = 54                      | Messico e America centrale                                                          |                                                                                        |
| Endostemon N.E. Br., 1910                 | Circa 17                                    | 2n = 36                      | Sudafrica e Madagascar                                                              | Boschi e prati                                                                         |
| Fuerstia T.C.E. Fr., 1929                 | 6                                           |                              | Africa tropicale                                                                    | Boschi e prati                                                                         |
| Haumaniastrum P.A.Duvign. & Plancke, 1939 | Circa 23                                    | 2n = 28 e 56                 | Africa tropicale                                                                    | Prati, zone boschive aperte, terreni ricchi di minerali o aree bagnate.                |
| Hemizygia (Benth.) Briq., 1897            | Circa 28                                    | 2n = 28                      | Africa tropicale, Sudafrica e dal Madagascar fino all'India                         | Aree erbose aperte e margini delle foreste spesso in zone sassose o sabbiose           |
| Hoslundia Vahl, 1804                      | 2                                           | 2n = 24                      | Africa tropicale                                                                    | Aree erbose aperte, boschi e margini delle foreste spesso su suoli rocciosi o sabbiosi |
| Ocimum L., 1753                           | Circa 65 - 150                              | 2n = 24 - 76 e 88            | Vecchio Mondo, soprattutto Africa                                                   | Zone asciutte, prati e boschi aperti                                                   |
| Orthosiphon Benth., 1830                  | Circa 40                                    | 2n = 22 - 28 e 48            | Africa tropicale, Sudafrica e dal Madagascar fino all'Asia tropicale e subtropicale | Prati, boschi e margini forestali                                                      |
| Platostoma P. Beauv., 1818                | Circa 5                                     | 2n = 14, 18, 28, 30, 42 e 48 | Africa, Asia e Australia (tutte zone tropicali)                                     | Prati, zone boschive aperte e aree bagnate                                             |
| Puntia Hedge, 1983                        | Una specie: Puntia stenocaulis Hedge        |                              | Sudafrica                                                                           |                                                                                        |
| Syncolostemon E. Mey., 1837               | 10                                          |                              | Sudafrica                                                                           | Pascoli erbosi o margini delle foreste spesso in aree rocciose                         |

In alcuni studi la specie Puntia stenocaulis Hedge è descritta all'interno del genere Endostemon (= E. stenocaulis (Hedge) Ryding, A.J.Paton & Thulin)

### Generi e specie della flora europea
In Europa (in Italia e nell'areale del Mediterraneo) sono presenti i seguenti generi e specie:
| Genere | Specie areale Euro-Mediterraneo | Specie Italia       |
| ------ | ------------------------------- | ------------------- |
| Ocimum | 2                               | Ocimum basilicum L. |

La specie Ocimum basilicum sul territorio italiano è considerata "specie aliena".

## Alcune specie

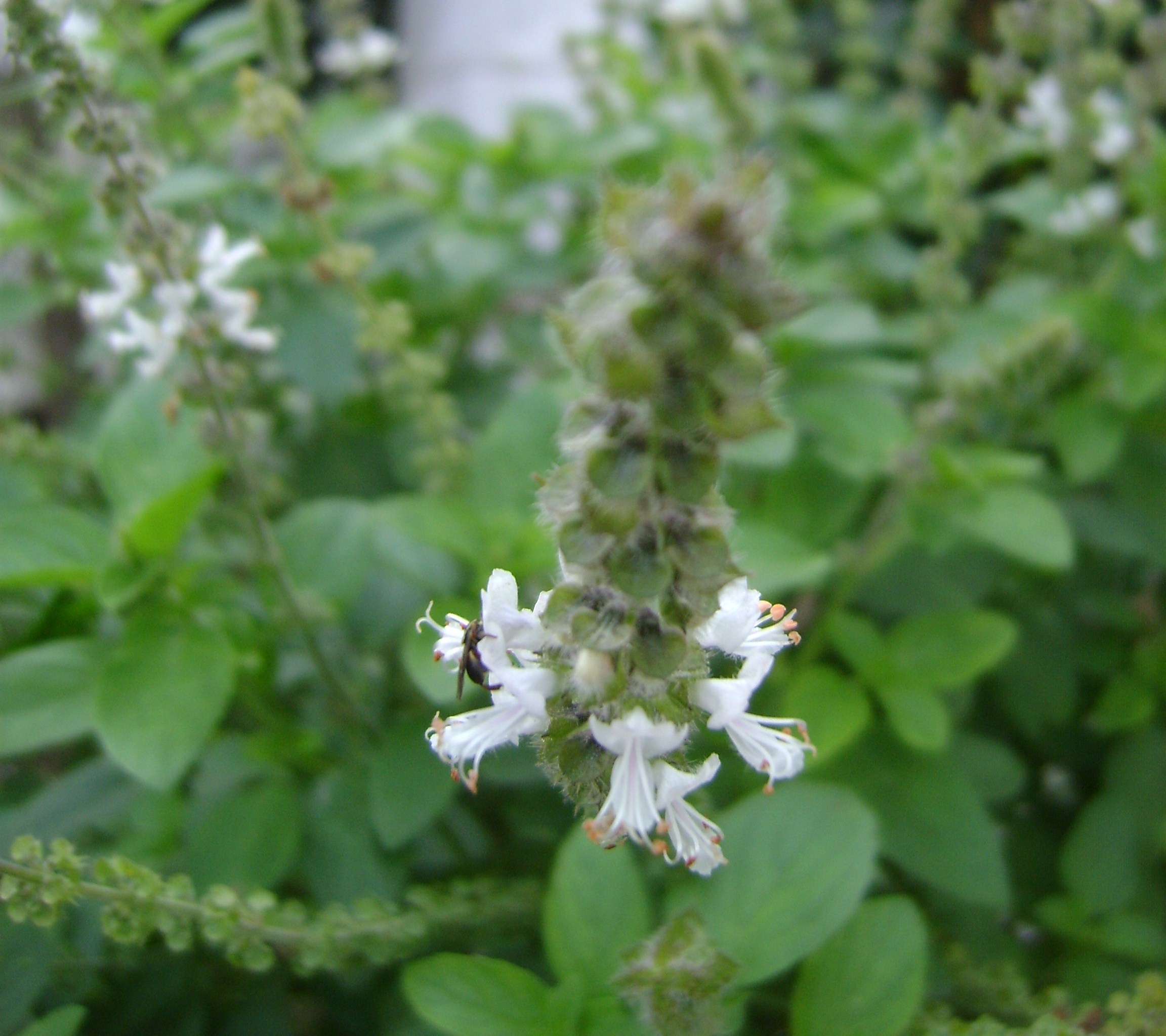
Ocimum gratissimum
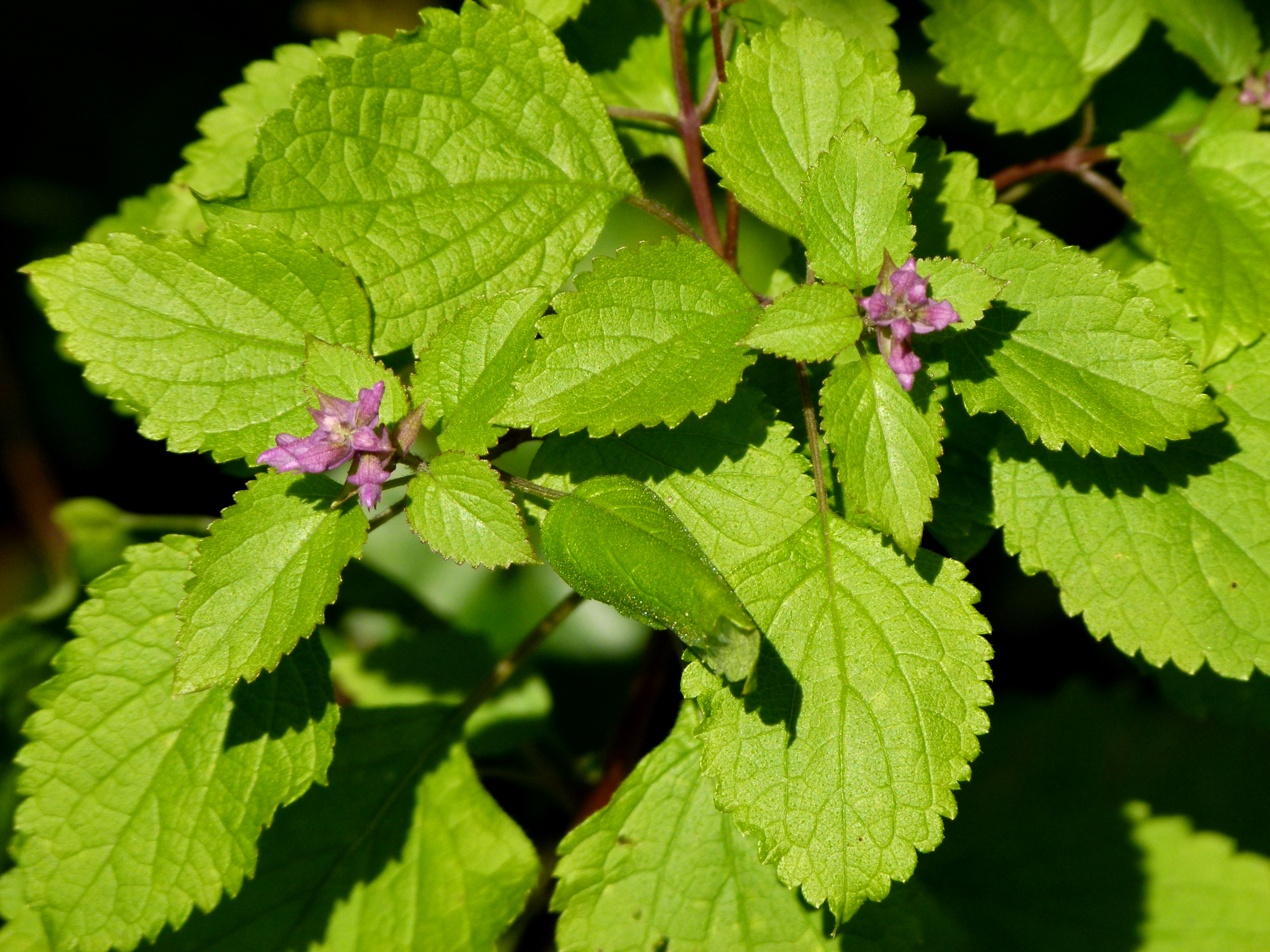
Ocimum labiatum
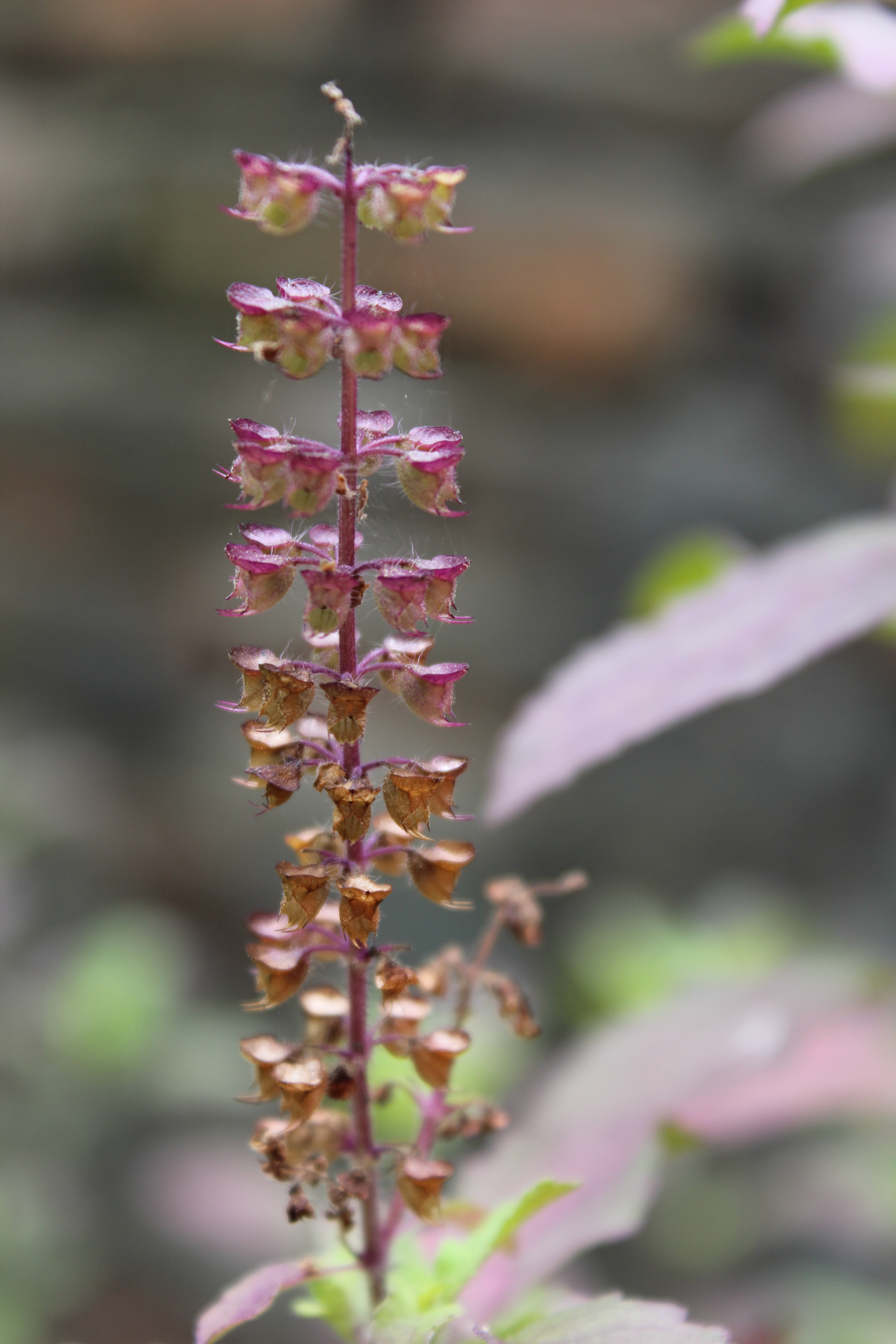
Ocimum tenuiflorum
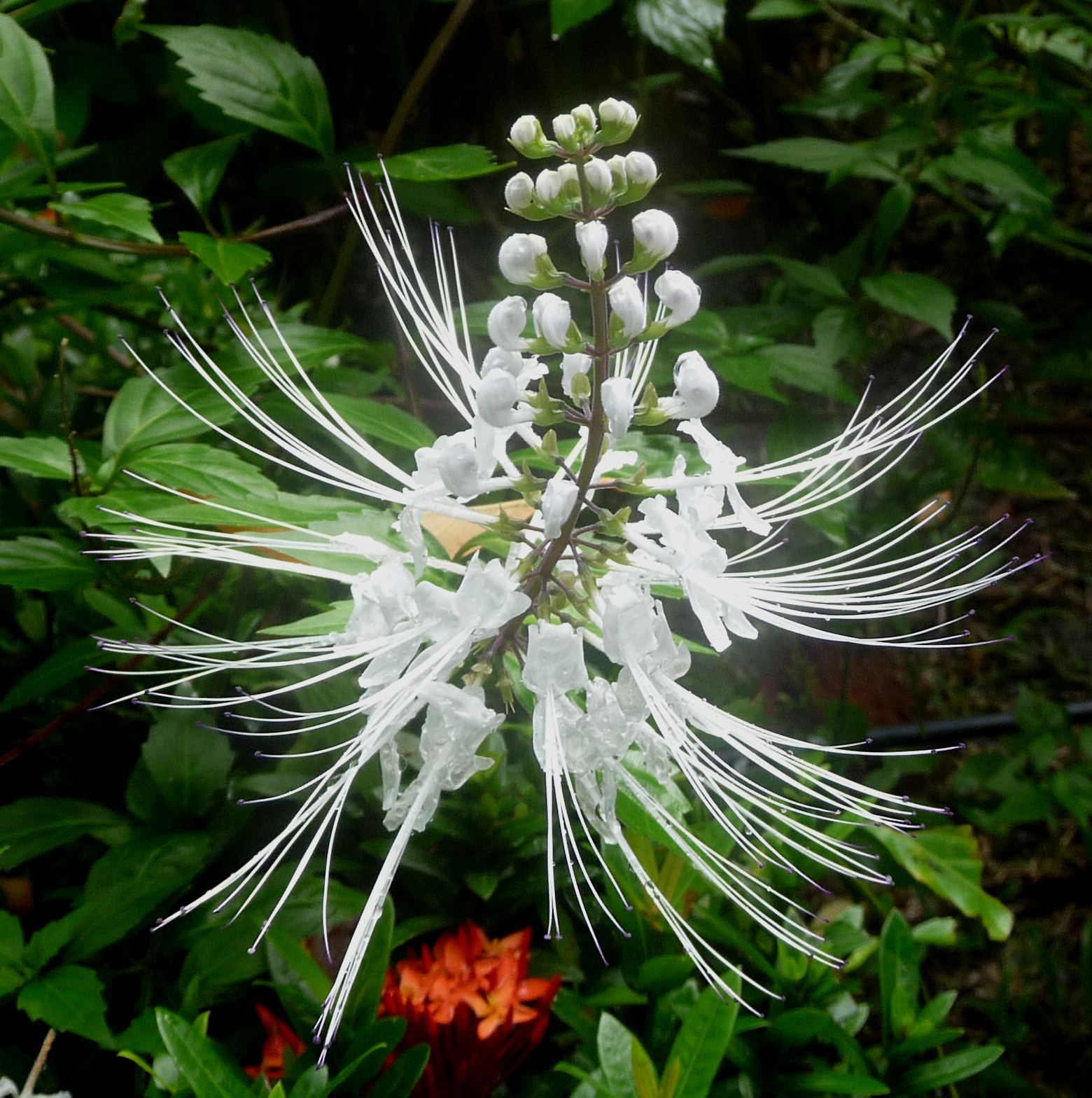
Orthosiphon Aristatus
Orthosiphon pallidus
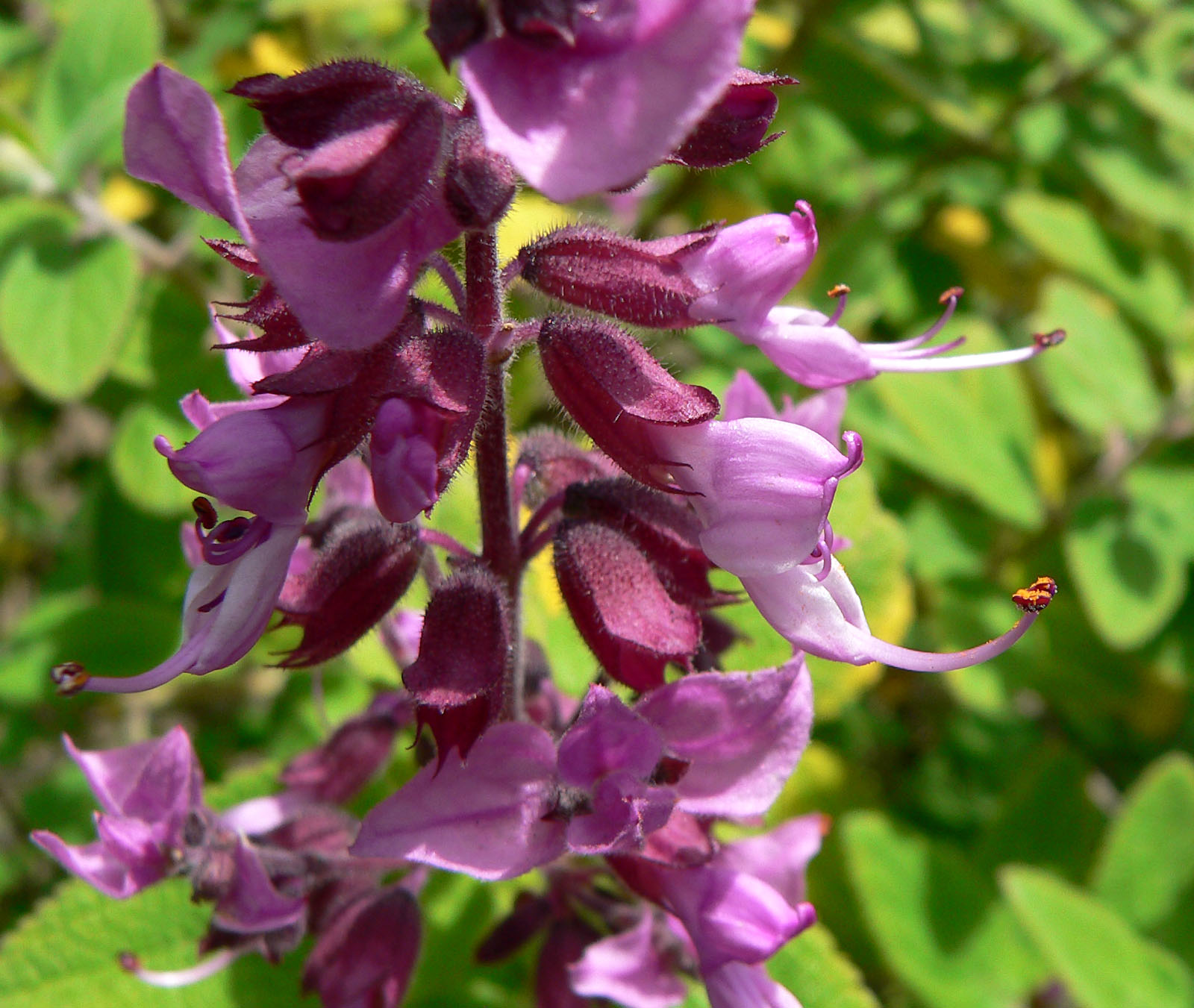
Syncolostemon obermeyerae